# Trophée européen FIRA de rugby à XV 1981-1982
Navigation
Trophée européen FIRA 1980-1981 Trophée européen FIRA 1982-1983
Le Trophée européen FIRA 1981-1982 est une compétition qui réunit les nations de la FIRA–AER qui ne participent pas au Tournoi des Cinq Nations, mais en présence des équipes de France B, du Maroc et de la Tunisie.

## Équipes participantes
| Division A - Allemagne - France A - Italie - Roumanie - Union soviétique | Division B - Espagne - Maroc - Pays-Bas - Pologne - Portugal - Tunisie | Division C - Belgique - Danemark - Suède - Suisse - Yougoslavie |

## Division A

### Classement
| Rang | Pays                 | J | V | N | D | Pm  | Pe  | Diff | Pts |
| ---- | -------------------- | - | - | - | - | --- | --- | ---- | --- |
| 1    | France A             | 4 | 3 | 1 | 0 | 105 | 53  | +52  | 11  |
| 2    | Italie               | 4 | 2 | 1 | 1 | 65  | 52  | +13  | 9   |
| 3    | Roumanie             | 4 | 2 | 0 | 2 | 102 | 59  | +43  | 8   |
| 4    | Union soviétique     | 4 | 0 | 2 | 2 | 32  | 50  | -18  | 6   |
| 5    | Allemagne de l'Ouest | 4 | 0 | 2 | 2 | 43  | 143 | -100 | 6   |

|  | Vainqueur de la compétition (no 1). |
|  | Relégué en division B (no 5).       |

### Matchs joués
| 25 octobre 1981 | Union soviétique                                   | 12 – 12 (6- 6) | Italie          | Moscou Arbitre : Bressy |
| 25 octobre 1981 | Essai(s) : 1 Transformation(s) : 1 Pénalité(s) : 2 |                | Pénalité(s) : 4 | Moscou Arbitre : Bressy |
| 25 octobre 1981 |                                                    |                |                 | Moscou Arbitre : Bressy |

| 1er novembre 1981 | France B | 17 – 9 (14 - 6) | Roumanie | Narbonne 15,000 spectateurs Arbitre : A. Trigg |
| 1er novembre 1981 |          |                 |          | Narbonne 15,000 spectateurs Arbitre : A. Trigg |
| 1er novembre 1981 |          |                 |          | Narbonne 15,000 spectateurs Arbitre : A. Trigg |

| 1er novembre 1981 | Allemagne | 10 – 7 | Union soviétique | Hanovre |
| 1er novembre 1981 |           |        |                  | Hanovre |
| 1er novembre 1981 |           |        |                  | Hanovre |

| 29 novembre 1981 | Italie                                             | 23 – 0 (14 - 0) | Allemagne | Rovigo Arbitre : Gracianescu |
| 29 novembre 1981 | Essai(s) : 3 Transformation(s) : 1 Pénalité(s) : 3 |                 |           | Rovigo Arbitre : Gracianescu |
| 29 novembre 1981 |                                                    |                 |           | Rovigo Arbitre : Gracianescu |

| 21 février 1982 | France B                                           | 25 – 19 (15 - 4) | Italie                                         | Carcassonne Arbitre : West |
| 21 février 1982 | Essai(s) : 4 Transformation(s) : 3 Pénalité(s) : 1 |                  | Essai(s) : 3 Transformation(s) : 2 Drop(s) : 1 | Carcassonne Arbitre : West |
| 21 février 1982 |                                                    |                  |                                                | Carcassonne Arbitre : West |

| 21 mars 1982 | Allemagne | 15 – 53 | France B | Heidelberg |
| 21 mars 1982 |           |         |          | Heidelberg |
| 21 mars 1982 |           |         |          | Heidelberg |

| 4 avril 1982 | Roumanie | 60 – 18 (34 - 12) | Allemagne | Bucarest 5,000 spectateurs Arbitre : G. Maurette |
| 4 avril 1982 |          |                   |           | Bucarest 5,000 spectateurs Arbitre : G. Maurette |
| 4 avril 1982 |          |                   |           | Bucarest 5,000 spectateurs Arbitre : G. Maurette |

| 11 avril 1982 | Italie                                             | 21 – 15 (15 - 3) | Roumanie                                           | Rovigo 6,000 spectateurs Arbitre : C. Thomas |
| 11 avril 1982 | Essai(s) : 2 Transformation(s) : 2 Pénalité(s) : 3 |                  | Essai(s) : 2 Transformation(s) : 2 Pénalité(s) : 1 | Rovigo 6,000 spectateurs Arbitre : C. Thomas |
| 11 avril 1982 |                                                    |                  |                                                    | Rovigo 6,000 spectateurs Arbitre : C. Thomas |

| 9 mai 1982 | Roumanie | 18 – 3 (6 - 0) | Union soviétique | Bucarest 1,500 spectateurs Arbitre : E. Mouquet |
| 9 mai 1982 |          |                |                  | Bucarest 1,500 spectateurs Arbitre : E. Mouquet |
| 9 mai 1982 |          |                |                  | Bucarest 1,500 spectateurs Arbitre : E. Mouquet |

| 22 mai 1982 | Union soviétique | 10 – 10 | France B | Moscou |
| 22 mai 1982 |                  |         |          | Moscou |
| 22 mai 1982 |                  |         |          | Moscou |

## Division B

### Classement
| Rang | Pays     | J | V | N | D | Pm  | Pe  | Diff | Pts |
| ---- | -------- | - | - | - | - | --- | --- | ---- | --- |
| 1    | Maroc    | 6 | 5 | 0 | 1 | 54  | 17  | +37  | 15  |
| 2    | Pologne  | 5 | 4 | 0 | 1 | 108 | 37  | +71  | 13  |
| 3    | Espagne  | 5 | 3 | 0 | 2 | 70  | 66  | +4   | 10  |
| 5    | Pays-Bas | 5 | 1 | 0 | 4 | 51  | 76  | -25  | 7   |
| 5    | Portugal | 5 | 1 | 0 | 4 | 62  | 124 | -62  | 7   |
| 6    | Tunisie  | 5 | 1 | 0 | 4 | 32  | 57  | -25  | 7   |

|  | Promu en division A (no 1).   |
|  | Relégué en division C (no 6). |

### Matchs joués
| 4 octobre 1981 | Pays-Bas | 9 – 19 | Pologne | Hilversum |
| 4 octobre 1981 |          |        |         | Hilversum |
| 4 octobre 1981 |          |        |         | Hilversum |

| 1er novembre 1981 | Maroc | 6 – 3 | Pologne | Casablanca |
| 1er novembre 1981 |       |       |         | Casablanca |
| 1er novembre 1981 |       |       |         | Casablanca |

| 1er janvier 1982 | Pays-Bas | 3 - 10 | Maroc | Hilversum |
| 1er janvier 1982 |          |        |       | Hilversum |
| 1er janvier 1982 |          |        |       | Hilversum |

| 21 février 1982 | Maroc | 6 – 0 | Espagne |  |
| 21 février 1982 |       |       |         |  |
| 21 février 1982 |       |       |         |  |

| 21 février 1982 | Espagne | 7 – 3 | Tunisie | Burgos |
| 21 février 1982 |         |       |         | Burgos |
| 21 février 1982 |         |       |         | Burgos |

| 7 mars 1982 | Espagne | 25 - 12 | Pays-Bas | Barcelone |
| 7 mars 1982 |         |         |          | Barcelone |
| 7 mars 1982 |         |         |          | Barcelone |

| 21 mars 1982 | Portugal | 7 - 26 | Maroc | Lisbonne |
| 21 mars 1982 |          |        |       | Lisbonne |
| 21 mars 1982 |          |        |       | Lisbonne |

| 28 mars 1982 | Portugal | 13 - 32 | Espagne | Lisbonne |
| 28 mars 1982 |          |         |         | Lisbonne |
| 28 mars 1982 |          |         |         | Lisbonne |

| 17 avril 1982 | Portugal | 13 - 16 | Tunisie | Lisbonne |
| 17 avril 1982 |          |         |         | Lisbonne |
| 17 avril 1982 |          |         |         | Lisbonne |

| 25 avril 1982 | Pays-Bas | 12 - 16 | Portugal | Hilversum |
| 25 avril 1982 |          |         |          | Hilversum |
| 25 avril 1982 |          |         |          | Hilversum |

| 28 avril 1982 | Pologne | 38 - 13 | Portugal | Lodz |
| 28 avril 1982 |         |         |          | Lodz |
| 28 avril 1982 |         |         |          | Lodz |

| mai 1982 | Tunisie | 6 – 15 | Pays-Bas | Tunis |
| mai 1982 |         |        |          | Tunis |
| mai 1982 |         |        |          | Tunis |

| mai 1982 | Tunisie | 3 - 16 | Pologne | Tunis |
| mai 1982 |         |        |         | Tunis |
| mai 1982 |         |        |         | Tunis |

| 1er juillet 1982 | Maroc | 6 – 4 | Tunisie | Casablanca |
| 1er juillet 1982 |       |       |         | Casablanca |
| 1er juillet 1982 |       |       |         | Casablanca |

| 8 novembre 1982 | Pologne | 32 – 6 | Espagne | Lublin |
| 8 novembre 1982 |         |        |         | Lublin |
| 8 novembre 1982 |         |        |         | Lublin |

## Division C

### Classement
| Rang | Pays        | J | V | N | D | Pm | Pe  | Diff | Pts |
| ---- | ----------- | - | - | - | - | -- | --- | ---- | --- |
| 1    | Suède       | 4 | 4 | 0 | 0 | 77 | 27  | +50  | 12  |
| 2    | Belgique    | 4 | 3 | 0 | 1 | 44 | 33  | +11  | 10  |
| 3    | Yougoslavie | 4 | 2 | 0 | 2 | 65 | 30  | +35  | 8   |
| 4    | Suisse      | 4 | 1 | 0 | 3 | 43 | 51  | -8   | 6   |
| 5    | Danemark    | 4 | 0 | 0 | 4 | 43 | 131 | -88  | 4   |

|  | Promu en division B (no 1). |

### Matchs joués
| 24 octobre 1981 | Suède | 15 – 9 | Belgique | Karlstad |
| 24 octobre 1981 |       |        |          | Karlstad |
| 24 octobre 1981 |       |        |          | Karlstad |

| 24 octobre 1981 | Suisse | 34 – 21 | Danemark | Lausanne |
| 24 octobre 1981 |        |         |          | Lausanne |
| 24 octobre 1981 |        |         |          | Lausanne |

| 15 novembre 1981 | Danemark | 6 - 7 | Suède | Frederiksberg |
| 15 novembre 1981 |          |       |       | Frederiksberg |
| 15 novembre 1981 |          |       |       | Frederiksberg |

| 27 novembre 1981 | Suisse | 0 - 10 | Yougoslavie | Lausanne |
| 27 novembre 1981 |        |        |             | Lausanne |
| 27 novembre 1981 |        |        |             | Lausanne |

| 29 novembre 1981 | Belgique | 9 – 0 | Yougoslavie | Liège |
| 29 novembre 1981 |          |       |             | Liège |
| 29 novembre 1981 |          |       |             | Liège |

| 6 mars 1982 | Belgique | 10 - 6 | Suisse | Anvers |
| 6 mars 1982 |          |        |        | Anvers |
| 6 mars 1982 |          |        |        | Anvers |

| 24 avril 1982 | Danemark | 12 - 16 | Belgique | Frederiksberg |
| 24 avril 1982 |          |         |          | Frederiksberg |
| 24 avril 1982 |          |         |          | Frederiksberg |

| 8 mai 1982 | Yougoslavie | 9 - 17 | Suède | Ljubljana |
| 8 mai 1982 |             |        |       | Ljubljana |
| 8 mai 1982 |             |        |       | Ljubljana |

| 15 mai 1982 | Yougoslavie | 46 – 4 | Danemark | Zenica |
| 15 mai 1982 |             |        |          | Zenica |
| 15 mai 1982 |             |        |          | Zenica |

| 20 mai 1982 | Suède | 10 – 3 | Suisse | Enkoping |
| 20 mai 1982 |       |        |        | Enkoping |
| 20 mai 1982 |       |        |        | Enkoping |